# 上戸浜

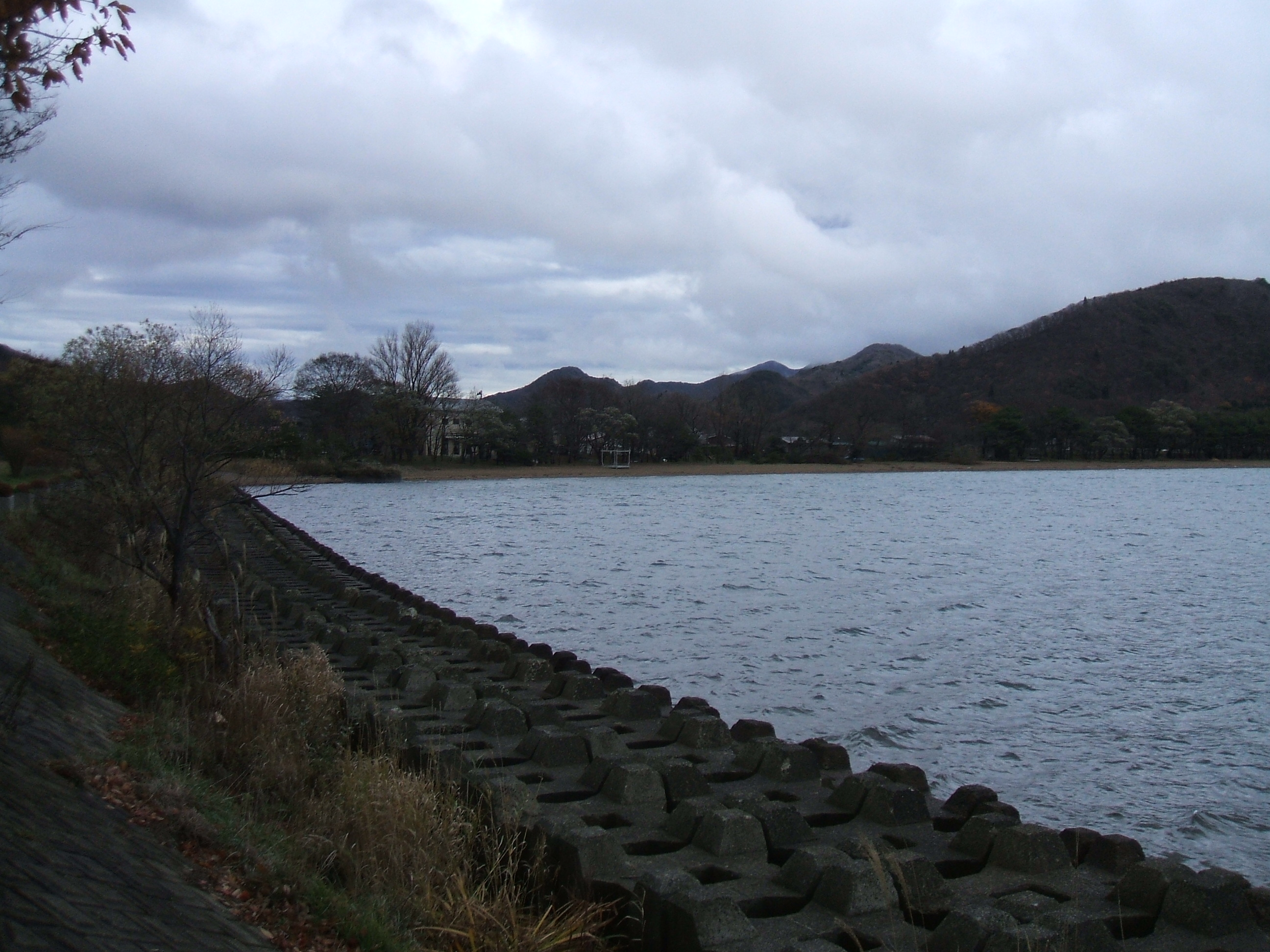
上戸浜

上戸浜（じょうこはま）は、福島県の中央部に位置する猪苗代湖の北東側にある浜。

## 概要
猪苗代湖北東の福島県耶麻郡猪苗代町上戸地区にあり、磐梯朝日国立公園に属する。付近には猪苗代町の上戸集落、国道49号の上戸トンネルなどが存在する。他にも安積疏水の取り入れ口である「上戸水門」が浜の近くにあり、この浜は疏水の取水口のひとつとしての役割を担っている。この水門を奥羽山脈を貫く沼上隧道などと一体にして利用する案が、安積疏水の設計に当たって決められた。これは、奥羽山脈を最短の距離で通過できる案であること、五百川などを利水に活かすことができることなどを踏まえたものである。
猪苗代湖のほぼ北東端に位置しているため、南西方向を中心に浜から見渡すことができるほか、浜の南側には五万堂山があり、それらなどによって浜から見える風景が形作られている。また、浜の近くには桜並木があり、春にはこれらを楽しむことができる。夏には多くの観光客が訪れ、湖水浴が盛んに行われている。ほかにも、夕陽が綺麗に見える場所としても有名である。

## 観光地として
地域の主要な交通路である国道49号から容易にアクセスでき、この国道を郡山方面から走行してきた際には、中山峠通過後、最初に国道沿いに現れる猪苗代湖の浜である。このため、郡山市街地方面から一般国道利用で、もっともアクセスしやすい浜になっている。
夏には湖水浴で賑わうが、防風林が浜の周辺に存在しており、キャンプなどにも最適な環境にあるほか、水道や売店も備わっており、貸しボートなども行われている。これらは例年7月ごろから営業されている。そのほか、公衆トイレを備える。また、国道49号を猪苗代、会津若松方面に1kmほど進んだ場所には志田浜が存在する。

### 浜開き
毎年、上戸浜、志田浜、天神浜、松橋浜、長浜の5つの浜の合同により、浜開きと安全祈願祭が行われる。これは、猪苗代町の行政関係者などが出席して行われるもので、湖水浴シーズンの前に行われている。2009年の浜開きは上戸浜で行われた。

### スポーツ
湖水浴を行うことができる。浜の近くは遠浅だが、数百メートル進むと水深が深くなっているため、注意が必要とされる。そのほか、夏場を中心に、ウィンドサーフィンを行うことができる。ただし、湖水浴、キャンプが行われている夏の時期は、これらの活動が上戸浜で中心となるため、ウィンドサーフィンは禁止となる。

## 美化活動・水質
郡山市、会津若松市および猪苗代町によって猪苗代湖岸環境の美化事業が行われており、2008年8月5日には町民が参加する清掃活動が行われた。また、"水浴場の水質調査結果"では水質調査地として選定され、水質調査の結果が発表されており、2009年度の資料では、水質AAという結果になっている。

## 地質と地形
川桁断層沿いの猪苗代湖東岸は、断層崖が発達した急峻な地形であるが、上戸浜周辺のみ陥没した谷を堆積層が覆い、周囲には塊状火山礫凝灰岩・凝灰角礫岩から成る上戸層が広がる。この地形について、後期中新世から更新世にかけて活動したと考えられる東北本州弧の大型カルデラ火山群のひとつ(「上戸カルデラ」)の形跡とみなす説がある。また、周辺の層は、泥層、砂泥互層、砂礫層の順に重なっているほか、層の下部からは花粉化石の群集があり、その状況から、猪苗代湖の広い湖盆の形成時期を知ることができる。

## アクセス
- 磐越自動車道
  - 猪苗代磐梯高原インターチェンジ
- 国道49号

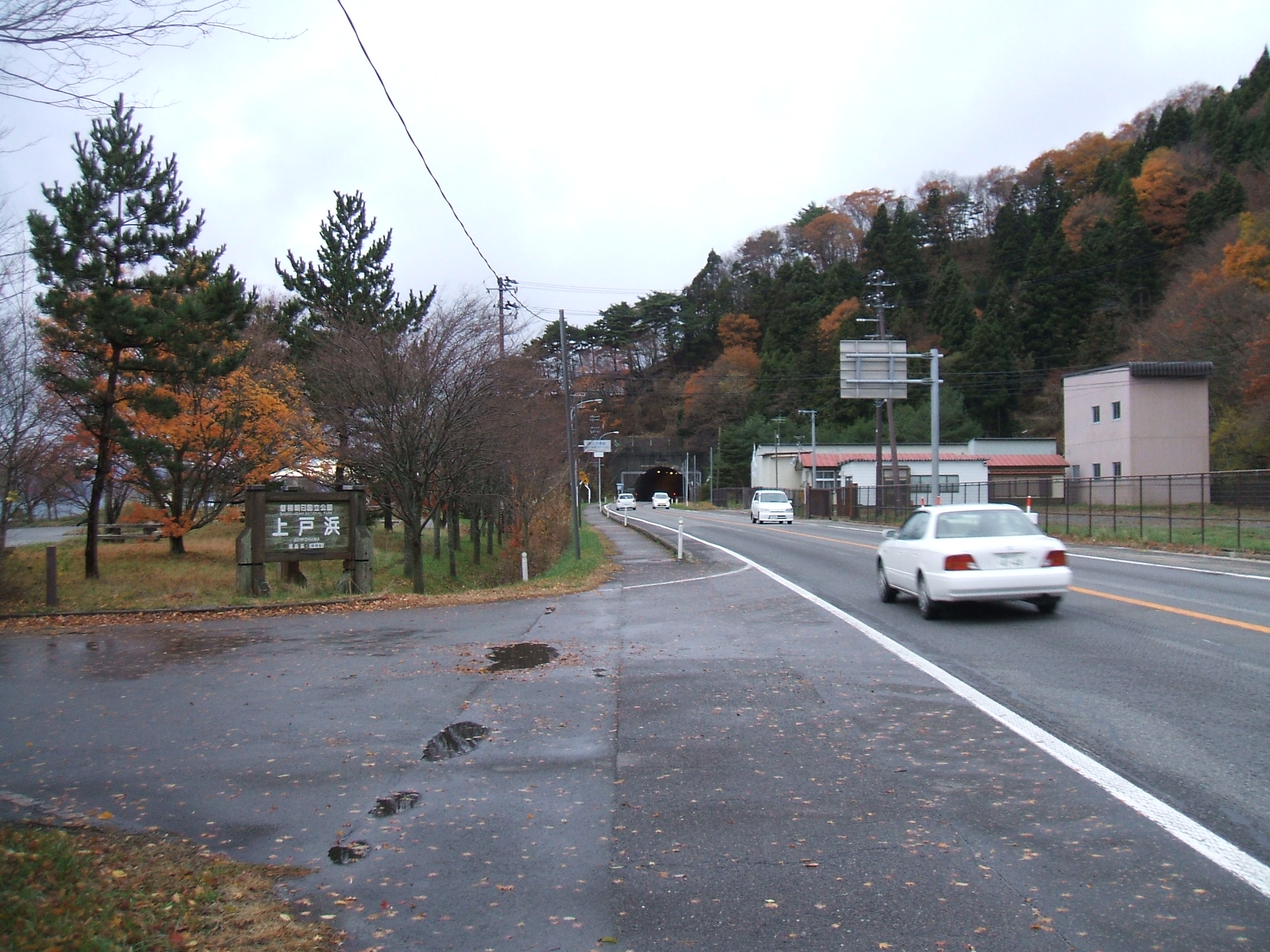
国道49号沿いの上戸浜入り口

  - 国道下り線側に駐車場があり、"上戸浜"を示す入り口の目印が立っている。
- 東日本旅客鉄道（JR東日本）磐越西線
  - 上戸駅から徒歩約15分
  - 磐梯東都バスで上戸駅から約5分、猪苗代駅から約18分。